# Rungia stolonifera
Rungia stolonifera är en akantusväxtart som beskrevs av C. B. Cl.. Rungia stolonifera ingår i släktet Rungia och familjen akantusväxter. Inga underarter finns listade i Catalogue of Life.